# لواء 93
اللواء 93 هو واحد من العديد من فرق الميليشيات التي تشكلت في أعقاب ثورة 17 فبراير. ويقع هذا اللواء في مدينة بني وليد، أحد معاقل نظام القذافي السابقة. ويقال إن هذه الميليشيا تتكون من أولئك الذين ما زالوا موالين للقذافي، على الرغم من أن هذا محل نزاع بين شيوخ بني وليد.
وقد تمت تسمية اللواء بهذا الاسم نسبة إلى محاولة الانقلاب التي حدثت عام 1993 ضد القذافي على يد أفراد قبيلة ورفلة. ومن المعتقد أن يكون سالم الواعر، وهو أحد أفراد قبيلة ورفلة الذي وقف بجانب القذافي أثناء الانقلاب، قد كان رئيسًا لهذه الميليشيا.
وفي يناير 2012، شارك اللواء في انتفاضة بني وليد. وأدت المعركة التي وقعت في 25 يناير إلى تراجع لواء 28 مايو، حيث يقال إن الميليشيا شبه القانونية «تابعة» للمجلس الوطني الانتقالي.
ويعد الوضع الحالي لهذه الميليشيا غير معروف، حيث إن مدينة بني وليد قد تم تهجيرها بشكل كبير عندما استعادت القوات العسكرية التابعة للمجلس الوطني الانتقالي السيطرة الكاملة على المدينة في أكتوبر عام 2012.

## الأسلحة والمعدات
من الشائع ذكره أن اللواء قد كان في حوزته أسلحة ثقيلة من بينها مدافع 106 ملم المضادة للدبابات.
وعندما استولوا على قاعدة اللواء 28 مايو، أخذوا المعدات الثقيلة، وأبرزها الدبابات. في هذا الفيديو الذي صورته وكالة فرانس برس بعد الاستيلاء على القاعدة، يظهر على الأقل 4 دبابات وقاذفة صواريخ غراد بين المعدات التي استولى عليها اللواء 93.